# سیارک ۲۱۶۱۹
سیارک ۲۱۶۱۹ (به انگلیسی: 21619 Johnshopkins، نامگذاری:1999JN136) بیست و یک هزار و ششصد و نوزدهمین سیارک کشف شده‌است که در ۹ مه ۱۹۹۹ کشف شد.
قدر مطلق سیارک برابر ۱۲.۳ است.